# Пелаэс, Ана
Ана Пелаэс Нарваэс (исп. Ana Peláez Narváez; род. 4 октября 1966, Сафра, Эстремадура) — испанский эксперт. Председатель Комитета ООН по ликвидации дискриминации в отношении женщин с 7 февраля 2023 года.

## Биография
Родилась 4 октября 1966 года в городе Сафра. Незрячая с рождения.
Окончила начальную школу Испанской национальной организации слепых (ONCE), затем общеобразовательную среднюю школу.
В 1992 году окончила Севильского университета, получила диплом специалиста по образованию и по психологии. Получила степень магистра в области особых потребностей людей с инвалидностью. Училась в докторантуре Саламанкского университета.
На протяжении более чем 20 лет Ана консультирует правительственные структуры, гражданское общество и другие заинтересованные стороны о полном включении вопроса женщин и девочек с инвалидностью с межсекторальной перспективы прав человека в их законодательные инициативы и государственную политику.
С этой целью она регулярно выступает перед различными структурами Организации Объединённых Наций (ООН) (такими как Совет по правам человека, различные комитеты и специализированные учреждения, Комиссия по положению женщин и Политический форум высокого уровня по устойчивому развитию (ПФВУ)), а также региональными и национальными организациями (такими как Европейский парламент, Европейская комиссия, Совет Европы, Конгресс депутатов и Сенат Испании).
В Испании Ана является членом-экспертом Государственной обсерватории борьбы с насилием в отношении женщин и Национального совета по инвалидности. В Европейском союзе она является членом Платформы Европейской комиссии, посвященной вопросам инвалидности.
Ана участвовала в составе официальной испанской делегации, принимавшей участие в заключительном этапе разработки Конвенции о правах инвалидов (CRPD), проявив особый интерес к
всеобъемлющему и конкретному учёту прав женщин и гендерной проблематики, а также в церемонии подписания и сдачи на хранение ратификации Конвенции Испанией. Ана два срока, с 2009 по 2016 год работала в Комитете ООН по правам инвалидов (КПИ), будучи его координатором по гендерным вопросам и сопредседателем рабочей группы по разработке замечания общего порядка о женщинах-инвалидах и девочках-инвалидах.
С 2010 по 2014 год являлась членом руководящего совета Европейского женского лобби (EWL).
Является верховным комиссаром по солидарности и международному сотрудничеству в ONCE. Является исполнительным советником по международным связям и внешнему развитию (верховным представителем по вопросам
солидарности и международного сотрудничества) ONCE, исполнительным вице-президентом Фонда солидарности со слепыми в Латинской Америке ONCE (FOAL).
Является исполнительным вице-президентом женского фонда испанской платформы в поддержку женщин-инвалидов и девочек-инвалидов CERMI (Comité Español de Representantes de Personas con Discapacidad) — Fundación CERMI Mujeres, головной организации женщин с ограниченными возможностями в Испании. В настоящее время — комиссар по вопросам гендерного равенства CERMI. Ана руководит подготовкой серии публикаций «Щедрость» (Generosidad) женского фонда CERMI, посвященной изучению и исследованию общественных реалий, с которыми сталкиваются женщины-инвалиды и
девочки-инвалиды.
Являлась вице-президентом Европейского форума инвалидов (European Disability Forum, EDF), базирующегося в Брюсселе, и председателем его Комитета женщин. На период 2022—2026 гг. избрана генеральным секретарём EDF и советником его Комитета женщин.
В 2018 году избрана от Испании членом Комитета Организации Объединённых Наций (ООН) по ликвидации дискриминации в отношении женщин (КЛДЖ), который осуществляет надзор за исполнением Конвенции о ликвидации всех форм дискриминации в отношении женщин (CEDAW). Стала первой женщиной-экспертом с ограниченными возможностями в Комитете, первой женщиной-инвалидом в органе по защите прав человека
ООН за пределами КПИ. Работала экспертом Комитета с 2019 года. В 2021—2022 гг. являлась заместителем председателя Комитета в качестве представителя региональной группы западноевропейских и других государств и входит в состав Бюро Комитета. Продлила свой мандат на период 2022—2026 гг. 7 февраля 2023 года избрана председателем Комитета.
Король Испании Хуан Карлос I наградил её Орденом Изабеллы Католической в знак признания её вклада.
Владеет испанским, английским и французским языками.